# Whitey Ford Sings the Blues
Whitey Ford Sings the Blues — второй сольный альбом музыканта Everlast, вышедший в 1998 году, первый — после его ухода из группы House of Pain.

## Об альбоме
Пластинка была выпущена спустя восемь лет после дебютного альбома музыканта Forever Everlasting и после того, как он перенёс инфаркт миокарда.
Альбом имел успех как в тиражах, так и у критиков, разойдясь тиражом более 3 миллиона экземпляров и получив положительные рецензии.

## Список композиций
1. «The White Boy Is Back (Skit)» — 0:44
2. «Money (Dollar Bill)» (Feat. Sadat X) — 3:16
3. «Ends» (Feat. Bronx Style Bob) — 4:24
4. «What It's Like» — 5:03
5. «Get Down» — 3:59
6. «Sen Dog (Skit)» — 0:15
7. «Tired» — 2:22
8. «Hot to Death» — 3:49
9. «Painkillers» — 3:23
10. «Prince Paul (Skit)» — 0:58
11. «Praise the Lord» — 3:05
12. «Today (Watch Me Shine)» (Feat. Bronx Style Bob) — 5:02
13. «Guru (Skit)» — 0:17
14. «Death Comes Callin'» — 4:16
15. «Funky Beat» (Feat. Casual & Sadat X) — 4:04
16. «The Letter» — 2:05
17. «7 Years» — 4:05
18. «Next Man» — 3:52